# Adolphe Muzito
Adolphe Muzito (Bandundu, 9 giugno 1957) è un politico della Repubblica Democratica del Congo.

## Biografia
Membro del Partito Lumumbista Unificato (PALU), è stato tra il 2007 ed il 2008 il Ministro del Tesoro sotto il governo Antoine Gizenga.
Dal 2008 al 2012 è stato Primo ministro.